# UPT Woko
UPT Woko is een bestuurslaag in het regentschap Dompu van de provincie West-Nusa Tenggara, Indonesië. UPT Woko telt 824 inwoners (volkstelling 2010).